# Perlongipalpus mannilai
Perlongipalpus mannilai är en spindelart som beskrevs av Kirill Yeskov och Yuri M. Marusik 1991. Perlongipalpus mannilai ingår i släktet Perlongipalpus och familjen täckvävarspindlar. Inga underarter finns listade i Catalogue of Life.